# Tomasz Marczyński
Tomasz Marczyński (født 6. marts 1984 i Kraków) er en tidligere polsk cykelrytter.
Han har tre gange har opnået at blive national mester i landevejsløb (linjeløb). Han blev professionel i 2006. Udover de nationale mesterskaber, er de to etapesejre i Vuelta a España 2017 hans største resultater blandt mange andre.